# Олимпийско село
Олимпийско село се нарича квартал (рядко отделно селище) от град, домакин на олимпийски игри, предназначено за настаняване на състезатели, техни треньори, медици и друг обслужващ ги персонал, както и спортни функционери.
Води своето начало от античните олимпийски игри, когато атлетите в течение на 3 седмици, предшестващи състезанията, както и по време на самите игри, живеят и тренират в Олимпия.
През 1924 г. Париж става първият град в съвремието, в който е построено олимпийско село. За първи път по специален проект се изгражда олимпийско село за X олимпийски игри в Лос Анджелис през 1932 г. То заема територия от 93 хка и включва 450 типови сглобяеми къщи. За следващите олимпиади в Мексико и Мюнхен са построени комплекси от жилищни блокове.
Обикновено след Игрите олимпийското село се превръща в жилищен район за постоянно обитаване, като апартаментите се продават от инвеститорите.